# Druckgetriebene Strömungskontrolle
Unter druckgetriebener Strömungskontrolle versteht man ein Verfahren, mit dem in der Mikrofluidik Flüssigkeiten durch Druck verschoben werden. Der Druck wird typischerweise pneumatisch durch Gase erzeugt, kann aber auch durch elektrische, magnetische Felder oder durch das Gravitationsfeld erzeugt werden.

## Geschichte
Bereits das Ansaugen einer Flüssigkeit über einen Strohhalm ist ein druckgetriebenes System, die ersten Anwendungen lassen sich daher nicht klar identifizieren. Ein Beispiel einer druckgetriebenen Strömung aus der Antike ist der Heronsbrunnen. Hierbei wird pneumatischer Druck hydrostatisch erzeugt und wieder in die Bewegung einer Flüssigkeit (Fontäne) umgesetzt. Hierbei handelt es sich bereits um ein rückgekoppeltes und somit ein geregeltes System.

## Physikalische Grundlagen
Aus der Thermodynamik ist bekannt, dass konjugierte Größen sich bezüglich des Skalenverhaltens auf systematische Weise unterscheiden. Die Größen kann man entsprechend in zwei Klassen unterteilen: Intensive Größen (Temperatur T, Druck p, chemisches Potential μ) und extensive Größen (Entropie S, Volumen V, Stoffmenge N). Die extensiven Größen skalieren mit der Systemgröße, die intensiven sind skalenunabhängig. Die Größe Druck zum Beispiel ist in der Thermodynamik als Quotient zweier extensiver Größen definiert: p=dE/dV (Energie E und Volumen V), und daher skalenunabhängig, da sich ein Skalierungsfaktor herauskürzt. In Mikrosystemen besteht nun generell das Problem, dass extrem kleine Volumina nur schwer kontrolliert werden können. Der Grund ist, dass Oberflächeneffekte dominieren, zum Beispiel Oberflächenladungen, Van-der-Waals-Kräfte oder entropische Effekte wie das Entnetzen durch die entropisch ungünstige Lokalisierung eines in eine raue Oberfläche eindringenden Fluidmoleküls. Hinzu kommt, dass Kontrolle immer von der makroskopischen menschlichen Skala aus geschieht und der Übersetzungsfaktor immens ist. Volumenbasierte Ansätze sind daher mit Problemen behaftet, denn die Restriktion, die für den Übergang zu mikroskopischen Skalen erforderlich ist, transformiert die Verschiebung um mehrere Größenordnungen. Als Beispiel: In einem quadratisch geformten Kolben einer Spritzenpumpe der Kantenlänge 10 mm befinden sich 1 Milliliter Flüssigkeit. Dieses Reservoir ist mit einem Mikrokanal der Größe 10 μm × 10 μm verbunden. Will man die Flüssigkeit im Mikrokanal um 10 Mikrometer/s bewegen, entspricht das einer Strömungsgeschwindigkeit von 1 Pikoliter/s. Hierfür muss der Kolben um 10 Femtometer/s verschoben werden. Ein derart präziser Antrieb ist mit den besten heutigen Technologien nicht mit einem vertretbaren Aufwand möglich.

## Vorteile gegenüber anderen Verfahren
Spritzenpumpen und Peristaltikpumpen weisen zahlreiche Nachteile auf. Durch die permanente Abgeschlossenheit des Flüssigkeitsvolumens und dessen enorme Größe (Milliliter) im Vergleich zum Volumen, das in manchen Anwendungen verschoben werden soll (Nanoliter und weniger), führen geringste Verformungen (Spritze, Zuführungsschlauch, Mikrofluidik-Chip) oder thermische Ausdehnung der Materialien zu starken Bewegungen der Probenflüssigkeit im Chip. Schwer zu vermeidende Gaseinschlüsse verursachen eine wesentliche Verzögerung der Flüssigkeitsbewegung, da die Kompression eines Gasbläschens anfangs einfacher ist als das Pressen der Flüssigkeit durch den Mikrokanal. Hierdurch entsteht eine große, nicht-reproduzierbare Hysterese, falls man Flüssigkeit hin- und zurückpumpen möchte. Konstruktionsbedingt liegen weitere Nachteile vor, da die präzise und gleichzeitig rasche Kolbenbewegung eine aufwändige und teure Präzisionsmechanik erfordert.

## Anwendungen in der Mikrofluidik
Insbesondere in kleinen Kanälchen erwies sich die druckgetriebene Strömungskontrolle anderen Methoden als überlegen in Schnelligkeit, Präzision und Langzeitstabilität.
Nachfolgend werden exemplarisch einige typische Anwendungen zusammengefasst:
- Bei der Elektrophorese langer DNA-Moleküle in Mikrokanälchen sind sehr grobporige Mikrostrukturen vorteilhaft, da die optimale Bandbreite der Kollisionsrate der DNA mit den Hindernissen mit der DNA-Länge skaliert. Je länger die DNA desto größer sollten die Poren sein (Zitat: de Gennes et al.). Durch die Wahl großporiger künstlicher oder natürlicher Gele handelt man sich das Problem der parasitären Strömung ein. Durch Anlegen pneumatischer Drücke an die Öffnungen der Mikrokanälchen kann mit einer geeigneten Druckkontrolle diese Strömung in Sekunden völlig und für Stunden gestoppt werden.
- Ein weiteres Beispiel ist die Gradientenerzeugung durch Ko-Strömungen. Hierbei werden gleichzeitig zwei verschiedene Flüssigkeiten in einen Kanal eingeleitet. Durch die Abwesenheit von Verwirbelungen – man findet auf kleinen Längenskalen überwiegend laminare Strömungen – laufen die beiden Flüssigkeiten im Mikrokanal für lange Zeit parallel, ohne sich wesentlich zu durchmischen. Allein die Diffusion führt dann letztendlich doch zu einer völligen Mischung. Davor jedoch findet man stabile Gradienten unterschiedlichen Profils, die für automatisierte Zellmigrationsassays benutzt werden. Die Stabilität dieser Gradienten erfordert eine hohe Konstanz der Strömung.
- Die präzise Positionierung einzelner Zellen, Vesikel, Moleküle oder anderer Mikroobjekte wird durch druckgetriebene Strömungskontrolle weiterhin erheblich vereinfacht, da die Reaktionszeit im Bereich der Diffusionszeit, wobei man die Bewegung um einen Objektdurchmesser zu Grunde legt, liegt.